# Olesicampe banffensis
Olesicampe banffensis là một loài tò vò trong họ Ichneumonidae.